# Естадіо Рікардо Сапрісса Айма
«Естадіо Рікардо Сапрісса Айма» (ісп. Estadio Ricardo Saprissa Aymá) — футбольний стадіон у місті Сан-Хосе, Коста-Рика, домашня арена «Депортіво Сапрісса».
Стадіон побудований та відкритий 1972 року і став першою національною спортивною ареною Коста-Рики. Протягом 2004—2014 років був обладнаний штучним газоном. У 2005 році арена стала першою у світі зі штучним газоном, де відбувся матч відбору до чемпіонату світу з футболу. У 2015 році покриття поля замінене на природне.
Арені присвоєно ім'я легендарного коста-риканського футболіста та футбольного функціонера Рікардо Сапрісси, який був засновником «Депортіво Сапрісса» та ініціатором спорудження його домашньої арени.
Окрім футбольних матчів, на стадіоні проводяться різного роду спортивні та культурні заходи.